# Festival Toka Ebisu
Le festival Toka Ebisu se déroule du 9 au 11 janvier dans la région du Kansai, principalement dans le sanctuaire d'Imamiya Ebisu, fondé au VIIe siècle à Osaka. Près d'un million de pèlerins s'y rendent, chaque année, afin de s'attirer la bénédiction du dieu Ebisu, familièrement appelé « Ebessan » dans le dialecte du Kansai, Ebisu (恵比寿, ou Yebisu).

## Divinités vénérées

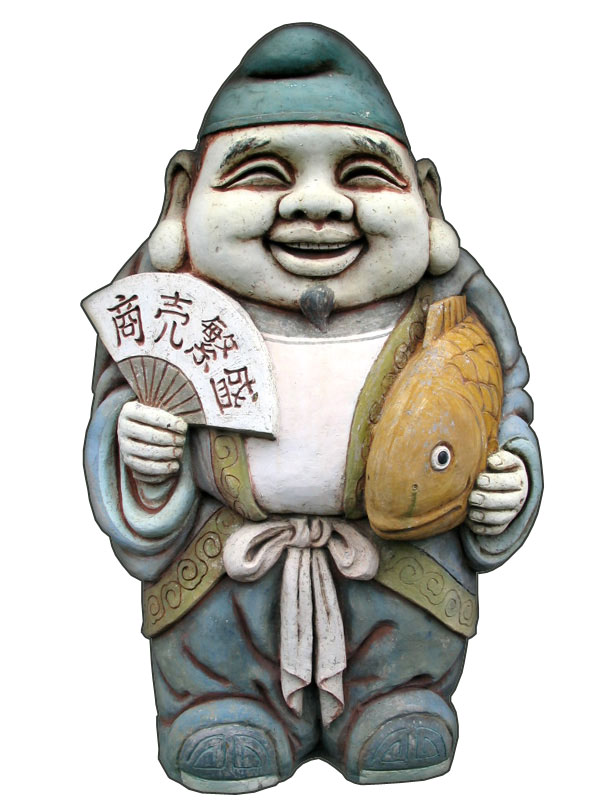
Ebisu.

Ebisu est une divinité particulièrement vénérée au Japon. Il assure le bonheur et la réussite en affaires et la prospérité. Naguère les marchands et pèlerins traversaient le pont Ebisu, long de 26 m sur une largeur de 18 m. Spécialement construit en 1615, il permettait aux pèlerins d'enjamber le canal Dōtonbori afin qu'ils puissent accéder au [Quoi ?].
Associé à Daikokuten, le dieu de la fortune Ebisu est souvent représenté transportant une morue ou un bar. Il est fêté le 10 janvier (le 20 octobre à Ōsaka). Cette fête shinto, qui remonte au XVIe siècle, est devenue aujourd'hui une fête commerciale.

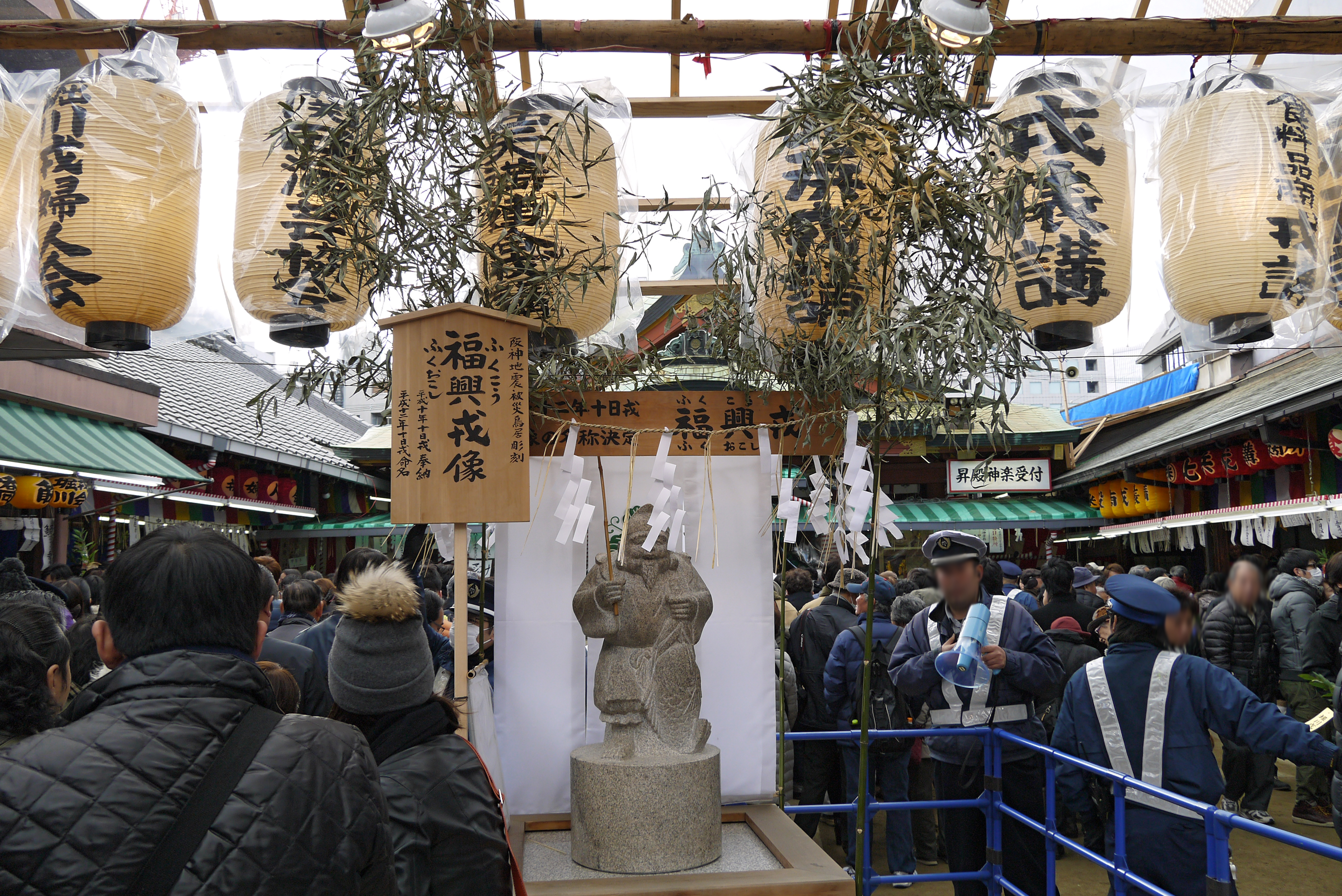
Horikawaebisu-jinja.

## FestivalToka Ebisu
La tradition du festival remonte de l'époque d'Edo (1603-1868) lorsque la cité marchande de Osaka était à l'apogée de la prospérité. Il se déroule durant les trois jours selon le calendrier suivant : le 9 janvier est le jour du réveillon d'Ebisu, le 10, celui du festival proprement dit, et le 11 est « la dernière chance de la chance ».
La journée du 10 marque le temps fort du festival. Des stands sont dressés pour la vente de gâteaux de riz, de porte-bonheur comme les statuettes de Daruma ou les chats maneki-neko. C'est surtout le grand marché aux poissons qui attire les visiteurs friands de la populaire daurade, le poisson servi durant les festivités.
La journée voit se dérouler le défilé du « palanquin de la chance », en présence des personnalités de la ville, accompagnées d'une escorte de geishas et fuku-musume (« jeunes filles de la chance »). Elles offrent aux visiteurs des présents, tels que des branches de bambou décorées de nombreuses amulettes et d'imitation d'anciennes pièces d'or ovales, de daurades ou des balles de riz.